# Battaglia di Mansura (1221)
La battaglia di Mansura, combattuta tra il 26 e il 28 agosto 1221 presso l'omonima città egiziana, fu l'ultima operazione militare della quinta crociata. Nonostante la battaglia fosse stata voluta dalle forze cristiane con l'obiettivo di annientare definitivamente l'esercito ayyubide stanziato a difesa del delta del Nilo, essa si concluse con la completa disfatta dei crociati e comportò per essi la perdita di tutti i territori conquistati nei tre anni precedenti.

## Antefatti

### Conquista di Damietta

Il delta del Nilo orientale nel XIII secolo, con indicate le principali località legate agli eventi della quinta crociata

L'assedio per la conquista della città di Damietta, iniziato il 29 maggio 1218, si era rivelato più lungo del previsto ed era costato non poche risorse e uomini. Ciò fu dovuto principalmente alle numerose difficoltà organizzative dovute all'endemica mancanza di coordinamento tra le forze crociate, ai costanti dissapori tra le varie fazioni che componevano l'esercito cristiano, e alle continue lotte di potere tra i comandanti per ottenere il controllo delle operazioni. In quest'ultimo campo si distinse in particolare il cardinale e legato pontificio Pelagio Galvani: questi, sin dal suo arrivo nel settembre 1218, aveva cercato di sottrarre il comando supremo dell'esercito al re di Gerusalemme Giovanni di Brienne e, benché non avesse esperienza in ambito strategico o logistico, aveva preteso di avere l'ultima parola in numerose decisioni cruciali, portando spesso a risultati disastrosi.
L'esercito crociato rischiò in più di occasioni di sfaldarsi e fu solo a seguito della rovinosa disfatta subita nella battaglia di Fariskur che il fronte cristiano riuscì a ricompattarsi a sufficienza per portare a termine la conquista della città, che cadde il 5 novembre 1219. Le truppe ayyubidi che, comandate dal sultano al-Malik al-Kāmil col sostegno di suo fratello Malik al-Mu'azzam Musa, avevano fino a quel momento cercato di rompere l'assedio crociato si ritirarono verso sud per potersi riorganizzare. Poiché le fortificazioni di Damietta erano rimaste sostanzialmente intatte, i crociati poterono immediatamente usare la città come base d'appoggio per ulteriori manovre militari, che gli permisero di conquistare la vicina Tinnīs e di prendere quindi il pieno controllo del lago Manzala, con le sue saline e le sue abbondanti riserve di pesce.
In più occasioni nel corso dell'assedio il sultano egiziano aveva offerto ai crociati la restituzione di Gerusalemme e di quasi tutta la Terra santa in cambio della loro partenza dall'Egitto, tuttavia, benché questo fosse l'effettivo obiettivo della crociata e benché la maggior parte dell'esercito cristiano fosse incline ad accettare, le trattative si conclusero ogni volta con un nulla di fatto. Ciò fu principalmente dovuto all'intransigenza e al fanatismo del cardinale Galvani, convintosi, come un novello Giosuè, di poter conquistare l'intero Egitto, nonché agli interessi dei rappresentanti delle repubbliche marinare, desiderosi di avere una base commerciale stabile nel delta del Nilo.

### Contrasti tra le fazioni crociate
Dopo la presa della città, le tensioni fra Giovanni di Brienne e Pelagio Galvani riesplosero: Giovanni riteneva, infatti, che i nuovi territori conquistati, in quanto parte delle Terre d'Oltremare, dovessero rientrare sotto la giurisdizione del Regno di Gerusalemme; mentre Pelagio sosteneva che, in quanto conquista collettiva dei cattolici di tutta Europa, il governo di Damietta e della sua provincia spettasse alla Chiesa universale, e di conseguenza a lui in quanto rappresentante di essa. Davanti a questo ennesimo oltraggio alla propria autorità, Giovanni minacciò di abbandonare la crociata e Pelagio si vide costretto a concedergli temporaneamente il governo della città, affermando però che l'ultima parola sulla questione sarebbe dovuta spettare a papa Onorio III, al quale fu inviata una missiva per richiederne l'arbitrato.
A seguito di questa disputa per il comando, anche le tensioni tra le varie componenti dell'esercito si riaccesero, sfociando occasionalmente in episodi di violenza o veri e propri scontri armati. Le truppe italiane cominciarono a sostenere di aver diritto a una quota di bottino più grande di quella che gli era stata concessa e il 21 dicembre 1219, imbracciate le armi, espulsero tutte le truppe francesi dalla città. Quando Pelagio tentò di fare da mediatore ma fu minacciato di morte dagli stessi soldati italiani, i templari e gli ospitalieri presero le armi a loro volta insieme ai francesi e il 6 gennaio 1220 espulsero gli italiani da Damietta. Onde riportare la pace e non alienarsi i suoi unici sostenitori, Pelagio ordinò una ridistribuzione del bottino che fosse più favorevole agli italiani, ottenendo così una seppur apparente e temporanea riappacificazione tra le parti.
Sul fronte amministrativo, invece, nonostante gli accordi raggiunti, Pelagio continuò a scavalcare con prepotenza Giovanni di Brienne nella gestione della città e questi, consapevole che Onorio III avrebbe inevitabilmente avallato le pretese del legato pontificio, decise di partire e abbandonare la crociata, preferendo concentrarsi sulla sua possibilità di succedere a suo suocero Leone II d'Armenia sul trono di Cilicia. Alcuni mesi dopo, nonostante la morte in rapida successione di sua moglie e di suo figlio gli avessero definitivamente precluso l'accesso alla corona del regno armeno, Giovanni decise comunque di non riunirsi alla crociata, preferendo restare ad Acri con tutte le sue truppe.

### Il governo del cardinale Galvani

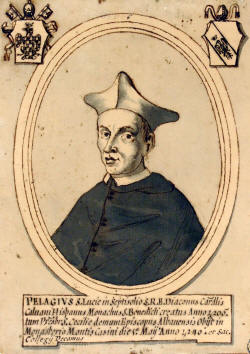
Ritratto del cardinale Pelagio Galvani

Poco dopo la partenza di Giovanni di Brienne giunse a Damietta la risposta del pontefice alla richiesta di arbitrato: in essa, come era prevedibile, Onorio III, oltre a congratularsi con i crociati per la conquista della città egiziana, attribuiva a Pelagio Galvani la piena autorità su tutte le questioni temporali e spirituali. Investito perciò ufficialmente come comandante in capo dell'intera crociata, il cardinale Galvani si convinse che l'unico modo per riportare l'ordine e mantenere la disciplina tra i ranghi cristiani fosse utilizzare il pugno di ferro. Il suo governo si fece così quasi tirannico: i movimenti in entrata e in uscita dalla città furono ristretti e qualsiasi spostamento di persone o di beni materiali, persino di quelli personali, necessitava della sua esplicita approvazione. Queste misure tuttavia ridussero drasticamente la capacità dei crociati di rispondere alle emergenze e ai movimenti dei musulmani, permettendo così alle navi saracene di riprendere il sopravvento sul mare.
Inoltre, lungi dal dare nuova linfa all'esercito, le restrizioni imposte da Pelagio finirono per fiaccare definitivamente il morale delle truppe cristiane, già insoddisfatte a causa dell'ingiusta distribuzione del bottino di guerra, e per riaccendere l'astio tra i vari gruppi. Con l'arrivo della bella stagione, nella primavera del 1220, molti soldati decisero di abbandonare la crociata e di imbarcarsi verso casa. Per fortuna del cardinale, la loro partenza fu compensata dall'arrivo di un contingente proveniente dal Nord Italia guidato dall'arcivescovo di Milano Enrico da Settala. Nonostante ciò, per tutto il resto del 1220 e anche per la prima metà del 1221 l'esercito crociato rimase quasi totalmente inattivo (eccetto che per una breve incursione guidata dai templari contro il porto di Burlus) nonostante le proteste e le esortazioni di Pelagio, che si stava dimostrando del tutto incapace di ricompattare nuovamente le varie fazioni. La maggioranza dei soldati e dei cavalieri anzi rifiutava apertamente di riconoscere il cardinale come proprio comandante, invocando invece il ritorno di Giovanni di Brienne.

### Riorganizzazione degli Ayyubidi
Nel frattempo, sul lato ayyubide la situazione era estremamente precaria: la mancata piena del Nilo aveva portato a una grave carestia, l'esercito del sultano era stanco e demotivato e al-Mu'azzam premeva per poter ripartire immediatamente per la Siria, dove temeva potesse a breve aprirsi un nuovo fronte del conflitto. Aspettandosi un imminente attacco crociato, al-Kāmil stabilì il suo nuovo accampamento sul finire del 1219 sulla sponda opposta al villaggio di Talkha, nel luogo che sarebbe in seguito divenuto nota come Mansura, e fece erigere delle rudimentali fortificazioni. Se avessero effettivamente colpito in questo momento, i cristiani avrebbero davvero potuto spazzare via le ultime truppe saracene e aprirsi la strada verso il Cairo. Questo attacco, tuttavia, non arrivò mai e, a differenza dei crociati, gli Ayyubidi seppero sfruttare al meglio il lungo periodo di tregua concessogli dai loro avversari per riorganizzare le loro difese e pianificare le successive mosse.
Al-Mu'azzam ritornò col suo esercito in Siria, dove rimase fino all'estate del 1221 e dove portò avanti diverse operazioni militari tra cui gli assedi di Cesarea e di Castel Pellegrino, roccaforte dei templari in Terra santa, per difendere il quale il gran maestro templare Pierre de Montaigu e alcune sue truppe dovettero abbandonare Damietta fino all''anno successivo. L'emiro di Damasco approfittò inoltre del suo ritorno in Siria per chiedere a suo fratello Al-Ashraf Musa, governatore della Giazira, di unirsi a lui quando sarebbe tornato in Egitto nel 1221. Al-Ashraf rispose presente alla richiesta di aiuto dei suoi fratelli, dovendo però rinunciare ad assistere il suo alleato Al-Nāṣir li-dīn Allāh contro l'invasione mongola. Nel frattempo al-Kāmil ricostruì la propria flotta e nell'estate del 1220 riuscì a portarla nel Mediterraneo, dove, approfittando della totale inerzia delle forze crociate, poté riprendere il controllo delle rotte tra Cipro, l'Egitto e il Levante, affondando indisturbata numerose navi cristiane cariche di pellegrini e di rinforzi. Inoltre, utilizzando i suoi soldati come forza lavoro, ebbe il tempo di trasformare Mansura da un semplice accampamento fortificato in una vera e propria città, dotandola di mura, strade, lussuosi palazzi, bagni pubblici e molti altri edifici. Entro la prima metà del 1221, la nuova città si era trasformata in una roccaforte in grado di sostituirsi in tutto e per tutto a Damietta come centro principale a difesa del delta orientale, privando così i crociati dell'unico vantaggio strategico rimasto loro.

### Nuovo negoziato e arrivo delle forze imperiali

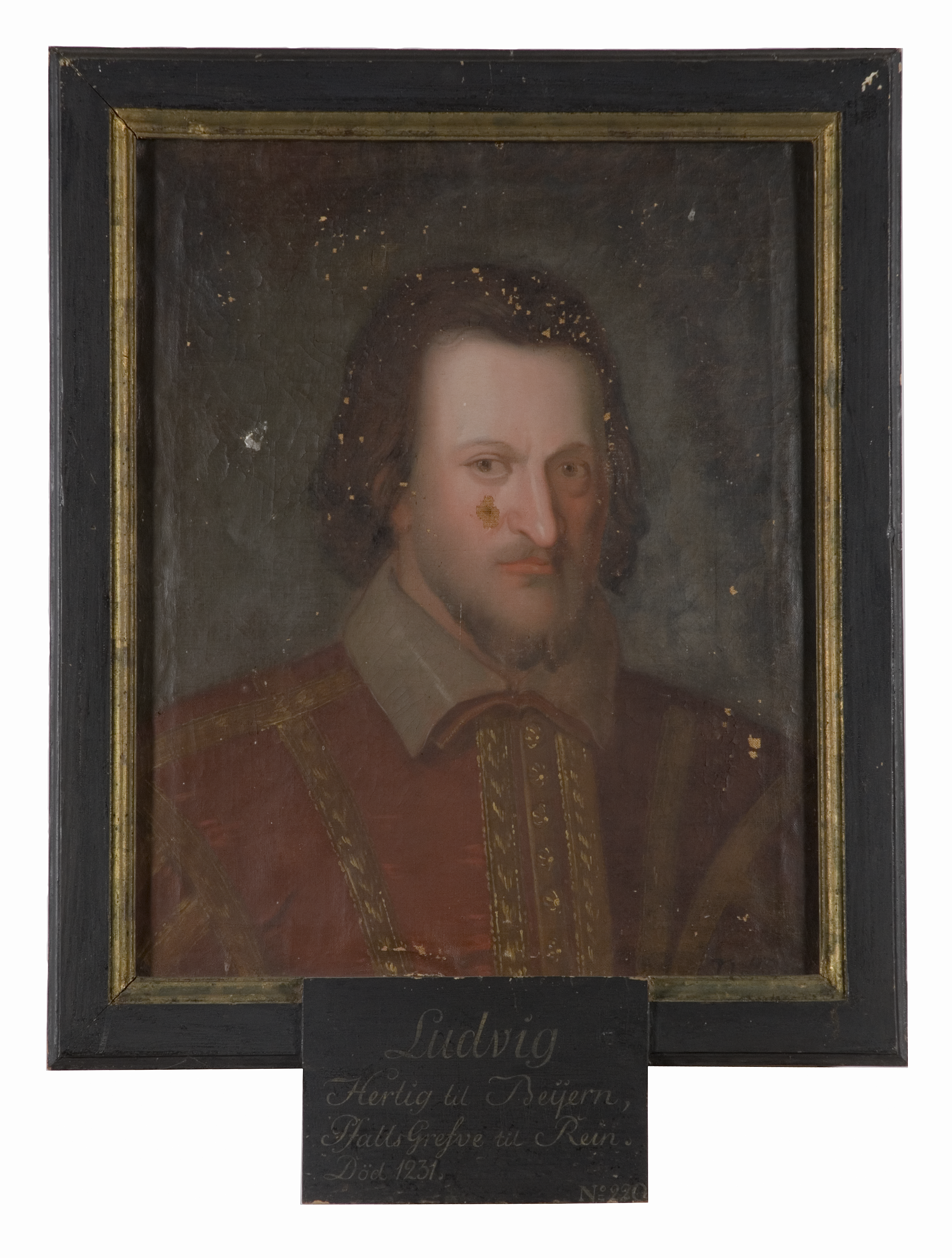
Ritratto di Ludovico I di Baviera, che ebbe un ruolo fondamentale nella pianificazione delle operazioni crociate

Sempre nell'estate del 1220, al-Kāmil propose nuovamente un accordo di pace ai suoi avversari: ancora una volta offrì ai crociati la restituzione di Gerusalemme, Ascalona, Tiberiade, Sidone, Jable, Laodicea e di tutti i territori sottratti loro da Saladino dopo la terza crociata ad eccezione dei castelli di Kerak e Montréal (che garantivano il controllo della via che collegava l'Egitto alla Siria) in cambio della restituzione di Damietta e della loro partenza dall'Egitto. Ancora una volta, però, Pelagio rifiutò qualsiasi trattativa, rinsaldato nelle sue velleità di conquista dalle notizie che gli giungevano dall'Europa: tramite una missiva del 15 dicembre 1220 papa Onorio III aveva infatti informato il cardinale Galvani che l'imperatore Federico II, in occasione della sua incoronazione, aveva fatto voto di unirsi alla crociata e si era impegnato a inviare parte del suo esercito in Egitto già a marzo per poi raggiungerlo di persona col resto delle sue truppe nell'agosto successivo.
I rinforzi promessi dall'imperatore arrivarono effettivamente con due mesi di ritardo nel maggio 1221, guidati dal duca Ludovico I di Baviera, dal vescovo Ulrico II di Passau e dal margravio Ermanno V di Baden con al seguito numerosi altri nobili e cavalieri tedeschi e siciliani. Una volta sbarcati, furono ricevuti da Pelagio, che volle immediatamente illustrare loro il suo progetto per sconfiggere definitivamente gli Ayyubidi e conquistare il Cairo. Il piano fu accolto con entusiasmo dai nuovi arrivati, in particolare dal duca Ludovico, il cui intervento fu fondamentale per convincere il resto dell'esercito crociato a riconoscere finalmente l'autorità del legato papale e a riprendere lo sforzo bellico. Addirittura, il nobile bavarese insistette affinché la nuova campagna iniziasse a strettissimo giro, prima che il Nilo entrasse nella sua piena stagionale (tra agosto e settembre). Nel fare ciò, tuttavia, Ludovico disobbedì a un ordine esplicito impartitogli prima della sua partenza da Federico II, che si era raccomandato di non intraprendere alcuna maggiore operazione militare prima del suo arrivo.

## Manovre di avvicinamento e fasi della battaglia

### Preparativi e ritorno di Giovanni di Brienne
Per prepararsi alla partenza, il 29 giugno le truppe crociate lasciarono Damietta per ristabilirsi nel loro vecchio accampamento all'esterno di essa. Il 4 luglio Pelagio Galvani proclamò tre giorni di digiuno per l'espiazione dei peccati, al termine dei quali portò in processione solenne insieme agli altri prelati presenti le reliquie della Vera Croce. Il giorno successivo fece finalmente il suo ritorno a Damietta anche Giovanni di Brienne con le sue truppe: il re di Gerusalemme, che era stato pesantemente redarguito da papa Onorio III per aver abbandonato la crociata, aveva deciso di unirsi nuovamente alla guerra per evitare che gli venisse addossata la responsabilità di un'eventuale sconfitta.
Appena informato dell'imminente operazione, Giovanni tentò invano di dissuadere Pelagio dal proseguire e questa volta non trovò sostegno nemmeno tra gli altri comandanti, specialmente dopo che il cardinale annunciò che chiunque si fosse rifiutato di partecipare sarebbe stato sottoposto a scomunica. Tentò allora più volte di convincere Pelagio a modificare alcuni aspetti del piano di battaglia e ad adottare una strategia più prudente, ma fu nuovamente ignorato e almeno in un'occasione persino accusato di essere un traditore in combutta con il nemico. Giovanni non fu però l'unico a consigliare di annullare l'attacco. In quegli stessi giorni giunsero infatti al cardinale legato dispacci inviati dalla regina Alice di Cipro e dai templari di ritorno dalla Terra santa nei quali lo avvertivano che un imponente esercito formato da quasi 40 000 cavalieri sotto la guida di al-Mu'azzam e al-Ashraf era in partenza dalla Siria per dare manforte al sultano d'Egitto. Ma questo non fece altro che convincere ancora di più Pelagio della necessità di avviare le operazioni il prima possibile.

### Avanzata verso Mansura
Lasciata una consistente guarnigione a difesa di Damietta, il 17 luglio l'esercito crociato si mise in marcia verso sud, seguendo il corso del Nilo. Stando alle fonti dell'epoca, era composto da 5000 unità a cavallo (di cui 1200 cavalieri e 3800 tra Turcopoli e altri mercenari) 4000 arcieri e oltre 40 000 soldati a piedi. Erano inoltre accompagnati da oltre 600 tra cocche, galee e altre imbarcazioni, che seguivano l'esercito sul fianco destro. Entro fine giornata i crociati raggiunsero Fariskur, che occuparono dopo una breve schermaglia con un contingente saraceno. Il giorno successivo proseguirono alla volta di Sharamsah, presso la quale giunsero il 19 luglio; stavolta la resistenza che incontrarono fu maggiore, ma entro due giorni anche questa città fu conquistata. Dopo la presa di Sharamsah Giovanni di Brienne provò nuovamente a convincere il cardinale Galvani a desistere dal suo piano, ma stavolta incontrò l'aperta ostilità anche della maggioranza dei soldati, che dopo queste due rapide vittorie si erano convinti che anche le ricchezze della capitale ayyubide fossero ormai a portata di mano.
Pelagio continuò a guidare l'esercito verso sud ma, non avendo alcuna conoscenza dell'idrografia della zona, finì per condurre i crociati nella stretta lingua di terra compresa tra il Nilo e il Bahr al-Saghir (una sua diramazione orientale), una posizione che si sarebbe rivelata in seguito fatale. Quando il 24 luglio i cristiani giunsero in vista di Mansura sul lato opposto del fiume e si trovarono davanti, invece del semplice accampamento che si aspettavano, una vera e propria città fortificata impossibile da conquistare se non tramite un nuovo lungo assedio, si resero conto dell'errore di valutazione che avevano commesso, specialmente perché, convinti di potersi impadronire facilmente del campo saraceno e delle sue risorse, avevano portato provviste bastevoli solo per pochi giorni. Pelagio decise allora di far accampare l'esercito lì dove si trovava e di cominciare a erigere delle fortificazioni.

### Formazione degli schieramenti e inizio della battaglia

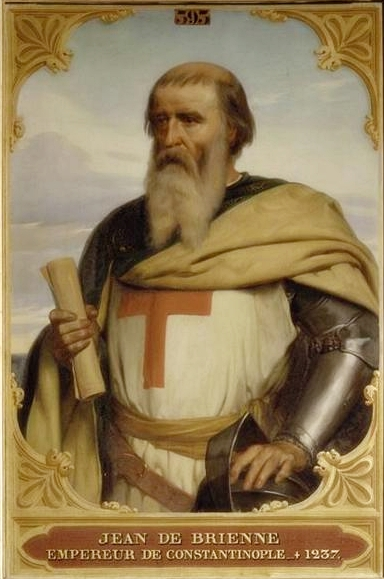
Ritratto immaginario di Giovanni di Brienne, unico capo crociato che si oppose all'attacco su Mansura, François-Édouard Picot, 1845

Col passare dei giorni la situazione dei crociati si faceva però sempre più precaria; i rinforzi musulmani dalla Siria erano ormai sempre più vicini e il rifornimento delle truppe crociate era garantito solo da alcune navi che facevano la spola tra Damietta e Mansura. Giovanni di Brienne provò a questo punto a convincere il cardinale ad accettare l'ultima offerta di pace fattagli dal sultano prima che fosse troppo tardi, ma Pelagio fu nuovamente inamovibile. I giorni continuavano a passare senza che nessuna decisione venisse presa e giunti quasi alla fine di agosto molti soldati, temendo ormai che la sorte dell'esercito fosse segnata, si ritirarono di loro iniziativa dall'accampamento e abbandonarono la crociata. Nel frattempo i saraceni, sfruttando la piena del Nilo, erano riusciti a portare di nascosto numerose navi più a valle rispetto al campo crociato tramite un canale che si ricongiungeva al fiume all'altezza di Baramun e che i crociati avevano completamente ignorato durante la loro avanzata. Inoltre, grazie un ponte di barche costruito molto più a valle sul Bahr al-Saghir, portarono alle spalle dei loro nemici anche un significativo numero di truppe di terra. Attorno al 20 agosto la flotta musulmana lanciò un attacco a sorpresa contro quella cristiana, riuscendo ad affondare un gran numero di imbarcazioni e tagliando così l'unica via di rifornimento dell'esercito crociato, al quale ora restavano appena tre settimane di provviste.
Finalmente anche Pelagio e Ludovico di Baviera si resero conto della gravità della situazione e diedero ordine di organizzare un'immediata ritirata verso Baramun. Si decise che l'esercito crociato avrebbe dovuto smontare il campo nelle tarde ore del 26 agosto e partire con il favore delle tenebre in modo da non attirare l'attenzione dei saraceni. Quella notte tuttavia le truppe cristiane si mossero in maniera estremamente disordinata e confusa; alcuni soldati diedero fuoco alle tende e alle provviste che non potevano portare con sé e molti altri, pur di non gettare le riserve di vino, le bevvero tutte fino a ubriacarsi. Il caos così generatosi mise subito in allarme il contingente musulmano stanziato poco distante che lanciò un rapido attacco contro i crociati in ritirata. Migliaia di cristiani furono uccisi o catturati con estrema facilità a causa del loro stato di ebrezza e Giovanni di Brienne riuscì a mala pena a riorganizzare le truppe per respingere gli assalti saraceni. Al-Kāmil diede allora ordine ai suoi uomini di aprire le chiuse e rompere gli argini del fiume per allagare l'intera piana tra Mansura e Baramun, in modo da tagliare l'unica via di fuga rimasta ai suoi nemici.

### Resa dei crociati
Vista la situazione ormai senza uscita, il cardinale Galvani riconsegnò il potere nelle mani di Giovanni di Brienne, implorandolo di condurre alla salvezza l'esercito crociato, poi salì su una delle navi ancora integre e fuggì verso nord, riuscendo quasi per miracolo a superare il blocco navale egiziano. Il re di Gerusalemme fece allora disporre i suoi uomini in formazione da combattimento per lanciarsi in un disperato tentativo di sfondamento, asserendo che fosse meglio cadere con coraggio in battaglia che perire ignominiosamente in un'inondazione. Tuttavia le truppe saracene negarono lo scontro ai cristiani e a ogni tentativo di sortita rispondevano allontanandosi tra gli acquitrini. Il 28 agosto, dopo un intero giorno di tentati attacchi e con l'esercito ormai privo di provviste e chiuso tra due fiumi e chilometri di pianura allagata, Giovanni di Brienne non poté fare altro che dichiarare la resa.

## Accordi di pace
Come emissario per discutere i termini della resa con il sultano fu scelto Guglielmo di Gibelletto, che fu autorizzato a offrire la restituzione di Damietta in cambio della salvezza dei crociati. Al-Kāmil ricevette il rappresentante con tutti gli onori e si dimostrò subito disponibile ad accettare l'offerta, nonostante le rimostranze dei suoi fratelli che avrebbero invece preferito approfittare della situazione per distruggere l'esercito nemico una volta per tutte. Il sultano era infatti consapevole che Damietta fosse ancora ben presidiata e che sarebbe stato difficile riconquistarla con la forza, specialmente dopo l'arrivo dei nuovi rinforzi imperiali, del quale era stato probabilmente informato dalle sue spie. Inoltre temeva che un eventuale massacro di tutti i crociati avrebbe comportato l'arrivo di ancora più soldati dall'Europa desiderosi di vendicare l'umiliazione dei loro compagni. Come segno di buona fede, al-Kāmil inviò inoltre cibo e altri rifornimenti ai suoi avversari e il giorno dopo ricevette Giovanni di Brienne in persona per discutere i dettagli dell'accordo di pace.
Gli accordi definitivi furono stilati il 30 agosto con le seguenti clausole: entrambe le parti si impegnavano a rispettare un armistizio di almeno otto anni; i cristiani avrebbero restituito Damietta e tutti gli altri territori occupati in Egitto; entrambe le parti avrebbero proceduto a liberare tutti i rispettivi prigionieri senza richieste di riscatto o compensazioni; gli Ayyubidi si impegnavano a restituire il frammento della Vera Croce sottratto da Saladino durante la battaglia di Hattin. A garanzia del rispetto dei termini della pace ci fu uno scambio di ostaggi, tra cui Giovanni di Brienne per la parte crociata e al-Salih Ayyub, primogenito del sultano, per la parte saracena. Questi ostaggi sarebbero stati restituiti alla rispettiva parte solo al momento della riconsegna di Damietta.

### Restituzione di Damietta
Un'ambasciata guidata dai gran maestri Pierre de Montaigu ed Ermanno di Salza fu inviata a Damietta per informare i crociati lì rimasti sull'esito della battaglia e sui termini della resa. Quando giunsero in città vi trovarono i rinforzi promessi da Federico II, guidati dal vescovo e gran cancelliere Gualtiero di Palearia, dal maresciallo Anselmo di Justingen e dall'ammiraglio Enrico di Malta (l'imperatore non era presente poiché aveva deciso di rinviare la propria partenza), i quali vennero messi al corrente della situazione. Questi, dopo aver aspramente criticato i capi della spedizione per aver contravvenuto all'esplicito ordine imperiale di non intraprendere nuove azioni militari, si opposero alla trattato e alla riconsegna di Damietta, sostenuti in questa presa di posizione anche dalle truppe tedesche e italiane. Tra queste ultime si distinsero in particolare quelle veneziane che, insieme ad alcuni membri delle forze imperiali, diedero inizio a una sommossa e attaccarono i templari e gli ospitalieri nel tentativo di espellerli dalla città. I cavalieri degli ordini militari minacciarono allora che avrebbero consegnato la città di Acri ai musulmani se l'accordo di pace non fosse stato rispettato, e solo allora i veneziani e i loro alleati desistettero e accettarono di abbandonare Damietta. La città fu sgomberata e riconsegnata al sultano il successivo 8 settembre, giorno in cui tutte le navi crociate lasciarono definitivamente l'Egitto.

## Conseguenze
Con la sconfitta presso Mansura furono vanificati oltre tre anni di sforzi bellici e la quinta crociata si concluse in una completa disfatta. Eppure in più occasioni i cristiani avevano avuto a portata di mano il raggiungimento dell'obiettivo dichiarato dell'intera guerra, la riconquista di Gerusalemme e della Terra santa, ma ciascuna di queste occasioni era stata fatta naufragare dagli interessi contrastanti e dal fanatismo politico e religioso dei vari protagonisti della vicenda, che avevano impedito la formazione di una leadership forte e di una chiara linea di comando.
Non solo la crociata non raggiunse nessuno dei suoi obiettivi, ma comportò anche un'ondata di nazionalismo e fanatismo anti-cristiano in seno al mondo musulmano e a farne le spese furono principalmente le locali comunità cristiane, come i melchiti e i copti, che dovettero affrontare nuove discriminazioni e in alcuni casi veri e propri linciaggi. Inoltre, a causa del loro coinvolgimento nella guerra, i mercanti delle repubbliche marinare furono privati dei privilegi commerciali che gli erano stati in precedenza garantiti nei porti egiziani, in particolare ad Alessandria, perdendo così definitivamente un'importante fetta del loro mercato in Oriente.
Persino l'unica piccola conquista che i crociati potevano consolarsi di aver raggiunto, la restituzione del frammento della Vera Croce perso ad Hattin, si rivelò un fiasco: quando arrivò infatti il momento di restituirlo, si scoprì che era andato smarrito nel corso dei suoi vari spostamenti.

### Attribuzione delle responsabilità
Nei mesi successivi alla sconfitta, nel mondo cristiano si dibatté a lungo su chi fosse responsabile di questo disastroso fallimento. Come egli stesso aveva previsto, molti puntarono il dito contro Giovanni di Brienne, accusandolo di aver sabotato lo sforzo bellico con la sua partenza nel bel mezzo della guerra e di aver alimentato la discordia tra le varie fazioni dell'esercito per proprio tornaconto personale. Molti altri invece, tra cui lo stesso papa Onorio III, addossarono la colpa a Federico II di Svevia, lamentando l'esiguità e la tardività della truppe da lui inviate e, soprattutto, la sua mancata partenza per l'Egitto, dove con la sua presenza avrebbe potuto compattare nuovamente l'esercito verso un obiettivo comune. Per questo il pontefice pretese dall'imperatore un impegno solenne a imbarcarsi in una nuova crociata entro sette anni.
Dal canto suo, Federico II punì severamente i capi della sua spedizione, in particolare Gualtiero di Palearia ed Enrico di Malta, rei a suo avviso di non aver fatto abbastanza per impedire la restituzione di Damietta. Il primo fu privato di tutti i suoi possedimenti e mandato in esilio, mentre il secondo, che aveva tentato di rientrare in Sicilia in segreto, fu catturato e imprigionato e i suoi feudi confiscati.
Invece l'uomo che più di tutti aveva davvero contribuito al fallimento della spedizione, ossia il cardinale Pelagio Galvani, non subì conseguenza alcuna per le decisioni prese durante la guerra e continuò a operare come legato pontificio e a gestire diversi importanti affari per conto della Santa Sede ancora per diversi anni.